# Luděk Vojáček
Luděk Vojáček (* 5. listopadu 1954, Opava) je bývalý český hokejový útočník.

## Hokejová kariéra
V československé lize hrál za TJ ZKL/Zetor Brno a během povinné vojenské služby za Duklu Trenčín. Odehrál 8 ligových sezón, nastoupil ve 254 ligových utkáních, dal 48 ligových gólů a měl 47 asistencí. V nižších soutěžích hrál za TJ Slezan Opava a TJ ŽĎAS Žďár nad Sázavou.

## Klubové statistiky
| Sezona    | Klub            | Soutěž  | Základní část | Základní část | Základní část | Základní část | Základní část |
| Sezona    | Klub            | Soutěž  | Z             | G             | A             | B             | TM            |
| --------- | --------------- | ------- | ------------- | ------------- | ------------- | ------------- | ------------- |
| 1973/1974 | TJ Slezan Opava | 2. liga | 42            | 20            | 20            | 40            | 46            |
| 1974/1975 | TJ ZKL Brno     | 1. liga | 27            | 0             | 2             | 2             | 28            |
| 1975/1976 | TJ ZKL Brno     | 1. liga | 27            | 7             | 9             | 16            | 30            |
| 1976/1977 | TJ Zetor Brno   | 1. liga | 41            | 7             | 5             | 12            | 42            |
| 1977/1978 | Dukla Trenčín   | 1. liga | 27            | 2             | 5             | 7             | 25            |
| 1978/1979 | Dukla Trenčín   | 1. liga | 38            | 10            | 10            | 20            | 45            |
| 1979/1980 | TJ Zetor Brno   | 1. liga | 41            | 7             | 5             | 12            | 46            |
| 1980/1981 | TJ Zetor Brno   | 2. liga | 35            | 13            | 8             | 21            | 34            |
| 1981/1982 | TJ Zetor Brno   | 1. liga | 41            | 12            | 7             | 19            | 30            |
| 1982/1983 | TJ Zetor Brno   | 1. liga | 12            | 3             | 4             | 7             | 2             |